# 슬로우 비디오
《슬로우 비디오》는 2014년에 개봉한 대한민국의 영화이다.

## 캐스팅
- 차태현 : 여장부 역
- 남상미 : 봉수미 역
- 오달수 : 병수 역
- 고창석 : 석의사 역
- 진경 : 노처녀 심 역
- 이화겸 : 여장미 역
- 김강현 : 상만 역
- 정윤석 : 김백구 역
- 곽진무 : 모연출 역
- 나무 : 무리수녀 역
- 이준혁 : 배 팀장 역
- 서승현 : 어린 여장부 역
- 조민아 : 어린 봉수미 역
- 김보령 : 납치녀 역
- 김현 : 세입자 역
- 강태오 : 후임 역
- 이상이 : 무전경찰 (목소리) 역
- 엄보용 : 뚱뚱이 역
- 안재홍 : 빠꼼 역
- 이달 : 김 순경 역
- 노상현 : 용의자 역
- 하성광 : 구멍가게사장 역
- 서왕석
- 안길강 : 백구아빠 역 (우정출연)
- 이재우 : 카페남 역
- 강성훈 : 블랙스파이더1 역